# Mike Garson
Michael David "Mike" Garson (29 de julho de 1945) é um pianista americano, célebre por seu trabalho com David Bowie, Nine Inch Nails, Billy Corgan, Free Flight, e The Smashing Pumpkins.

## Início da carreira
Após se graduar no Brooklyn College em 1970, Garson foi membro duma banda de rock/country/jazz com Rick Marotta, Tom Cosgrove e Stu Woods. Eles gravaram dois álbuns (hoje raros) com o selo Tiffany, com a participação de Dr. John como pianista convidado e escritor de encarte. A fotografia do álbum é de Murray Head.
Garson também se fez notar quando tocou, no início dos anos 1970, no álbum I'm the One, da artista experimental americana Annette Peacock. Nessa época, David Bowie convidou Peacock para tocar numa turnê. Ela recusou, mas Garson começou a sua relação laboral com Bowie.

## Trabalho com David Bowie
Garson tocou piano e teclado na Ziggy Stardust Tour e no álbum Aladdin Sane, criando o notável som de jazz vanguardista do álbum, com alguns solos atonais de piano.
Garson também tocou com Mick Ronson, colega de banda de Bowie, no seu primeiro álbum (Slaughter on Tenth Avenue) e na sua primeira e última turnê solo. Garson também substituiu o papel-chave de Ronson em várias canções de Bowie, em especial "We Are the Dead", do álbum Diamond Dogs, em que Garson fornece o teclado e a consequente "locação dramática" da canção, e na faixa-título do disco Young Americans. O trabalho de Garson com Bowie foi entrecortado, voltando a uma constante nos álbuns The Buddha of Suburbia and 1. Outside.

## Carreira solo
Paralelamente ao trabalho com Bowie, Garson se envolveu com sua carreira solo de jazz. Ele é visto, na indústria musical, como um dos poucos"pianistas de rock" capazes de realizar longos solos de piano. Ele continua a ser um dos mais procurados músicos de sessão, devido à sua sonoridade própria.

## Discografia
Carreira solo
- Avant Garson (Contemporânea, 1979)
- Jazzical (1982)
- Serendipity (1986)
- Remember Love (1989)
- The Mystery Man (1990)
- Oxnard Sessions, Vol.1 (1990)
- A Gershwin Fantasy (1992)
- Oxnard Sessions, Vol.2 (1992)
- Now Music, Vol.4 (1998)
- Homage to my Heroes (2003)
- Conversations with my Family (2008)
- Lost In Conversation  (2008)
- Mike Garson's Jazz Hat (2008)
- The Bowie Variations  (2011, HDCD)
- Wild Out West (2012)
- Symphonic Suite for Healing (2015)

Com David Bowie
- Aladdin Sane (1973)
- Pin Ups (1973)
- Diamond Dogs (1974)
- David Live (1974)
- Young Americans (1975)
- Ziggy Stardust - (1983)
- Ziggy Stardust - The Motion Picture (1993)
- The Buddha of Suburbia (1993)
- Santa Mônica '72 (1994)
- Outside (1995)
- Earthling (1997)
- Bowie at the Beeb (2000)
- Reality (2003)
- Hours (2004 faixa bônus)
- VH1 Storytellers (álbum de David Bowie) (2009)
- A Reality Tour (álbum) (2010)